# Ahmad al-Ahsa'i

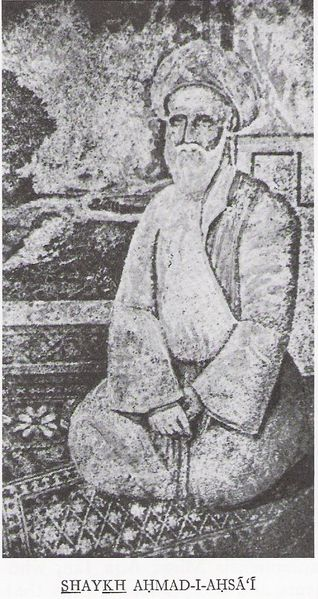
Ahmad al-Ahsa'i

Ahmad al-Aḥsāʾī, de nombre completo Shaykh Aḥmad ibn Zayn al-Dīn Ibrahim al-Aḥsāʾī (1753, Al-Hasa, Arabia-1826, cerca de Medina) fue el fundador de una secta heterodoxa chiita musulmana, llamada shaijismo e iniciada en Irán.
Viajó extensamente por Persia y el Oriente Medio. En 1808 se asentó en Yazd, donde atrajo seguidores con su interpretación del Chiismo. Clamaba sabiduría de las visiones de Mahoma y los imanes, aseverando que estos últimos fueron originalmente seres de luz divina quienes participaron en la creación del mundo.
Los teólogos ortodoxos chiitas le declararon como apóstata en 1824; dos años después moría en un peregrinaje a La Meca, pero su secta quedó como legado.

## Sucesor
Ahmad al-Aḥsāʾī señaló a Siyyid Kázim Rashti como su sucesor, quien lideró el movimiento shaijí hasta su muerte. Enseñó a sus estudiantes cómo reconocer al Mahdi y al "Masih" (el Mesías). Después de su muerte en 1843, muchos de sus estudiantes se extendieron por Asia, Europa y África para encontrarle.